# Anul celor cinci împărați

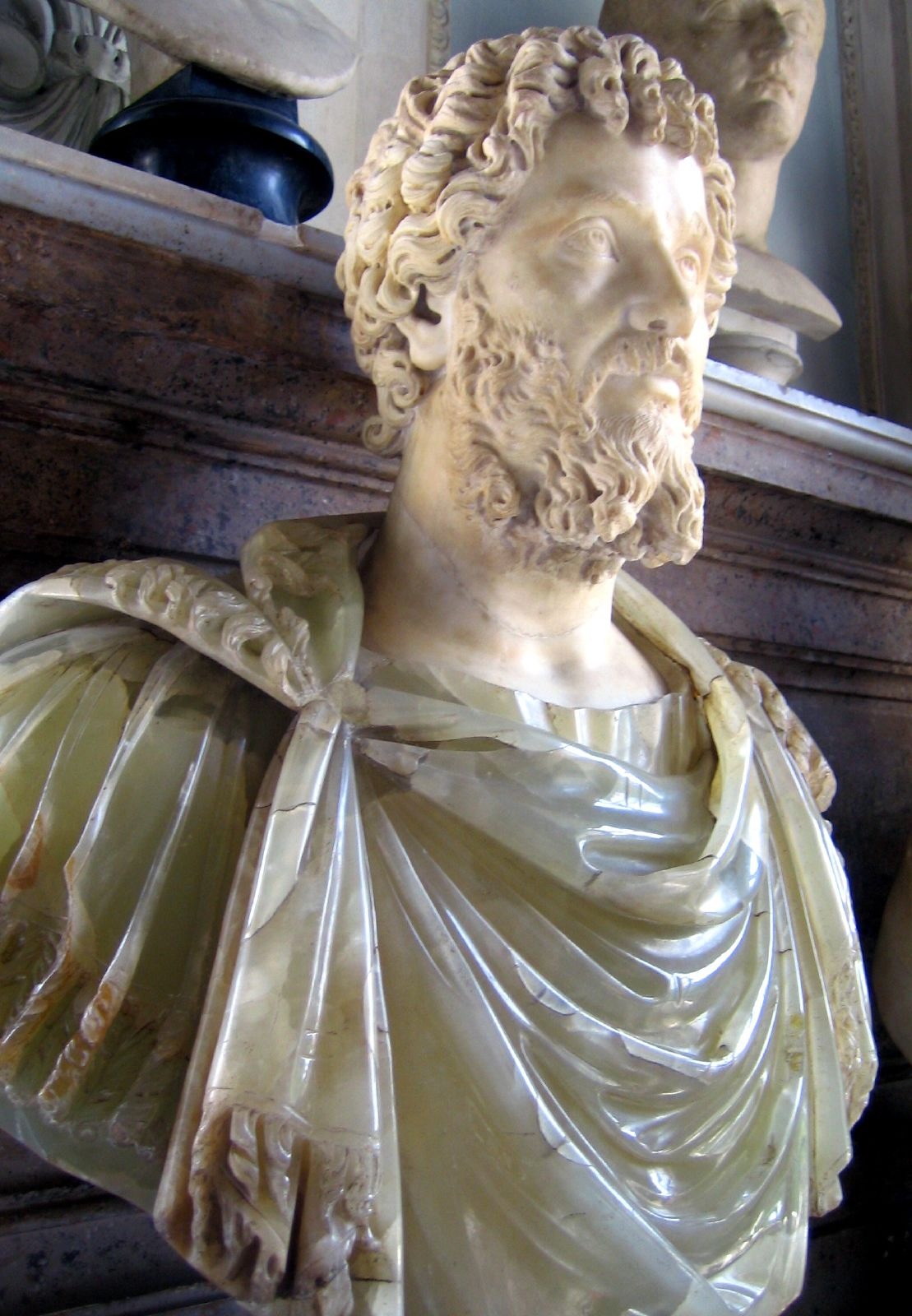
Septimius Severus

Anul celor cinci împărați este un termen care se referă la anul 193 AD când au fost nu mai puțin de cinci pretendenți la conducerea Imperiului Roman. Aceștia sunt: Pertinax, Didius Julianus, Pescennius Niger, Clodius Albinus și Septimius Severus.
Pertinax este proclamat împărat, la 1 ianuarie 193, a doua zi după asasinarea lui Commodus. Pertinax, asemenea împăratului Galba în 68, caută să obțină sprijinul Senatului în vederea redresării situației financiare a statului și a întăririi disciplinei militare. Este asasinat la Roma, în 28 martie 193, după 87 de zile de domnie, de Garda Pretoriană, nemulțumită de severitatea măsurilor luate și de austera politică economică inițiată.
Didius Iulianus a devenit împărat pe 28 martie cumpărând la mezat tronul imperial de la pretorieni, care, după tulburările ce avuseseră loc la moartea împăratului Pertinax, au scos tronul imperial la vânzare, pentru cel mai bun preț. A fost recunoscut de Senat și de pretorieni, nu însă și de legiunile de la Dunăre de sub comanda lui Septimius Severus, care de altfel l-au și detronat și ucis pe 1 iunie.
Pe 9 aprilie 193, Septimius Severus este proclamat împărat la Carnuntum de către legiunile de la Dunăre, la vestea asasinării lui Pertinax și a alegerii lui Didius Iulianus. Septimius pătrunde în Italia și, după moartea lui Didius Iulianus este recunoscut de senatul din Roma (iunie 193). Reușește în decurs de patru ani să elimine toți candidații la tron și să instaureze un regim riguros autoritar. 